# Леді Макбет
«Леді Макбет» (англ. Lady Macbeth) — британський драматичний фільм, знятий на основі нарису «Леді Макбет Мценського повіту» Миколи Лєскова.
Світова прем'єра стрічки відбулась на Міжнародному кінофестивалі в Торонто 10 вересня 2016.

## Сюжет
Події фільму відбуваються в Англії XIX століття.
Кетрін видають заміж за немолодого Олександра. У новій родині вона зіштовхується з непорозумінням, поганим ставленням і чоловіка дружина не цікавить у сексуальному плані. Кетрін заборонено було виходити з будинку, але скориставшись відсутністю Олександра та його батька, вона йде на прогулянку, яка змінить її життя.

## У ролях
- Флоренс П'ю — Кетрін
- Космо Джарвіс — Себастьян
- Крістофер Фейрбенк — Борис
- Наомі Акі — Анна
- Пол Гілтон — Олександр

## Знімальна група
- Режисер — Вільям Олдройд
- Сценарист — Еліс Берч
- Продюсер — Фодла Кронін О'Рейлі
- Оператор — Арі Вегнер
- Композитор — Ден Джонс
- Монтаж — Нік Емерсон
- Художник-постановник — Жаклін Абрахамс
- Артдиректор — Талія Екклстоун
- Художник по костюмах — Голлі Веддінгтон
- Кастинг — Шахін Бейг[9]

## Виробництво
Зйомки фільму тривали 24 дні в замку Лемтон, графство Дарем при мізерному бюджеті.

### Критика
Фільм отримав позитивні відгуки. На сайті Rotten Tomatoes оцінка стрічки становить 89 % на основі 159 відгуків від критиків (середня оцінка 7,7/10) і 71 % від глядачів із середньою оцінкою 3,6/5 (5 819 голосів). Фільму зарахований «стиглий помідор» від кінокритиків та «попкорн» від глядачів, Internet Movie Database — 6,9/10 (8 034 голоси), Metacritic — 76/100 (37 відгуків критиків) і 7,2/10 (22 відгуки від глядачів).

## Номінації та нагороди
| Нагороди та номінації фільму «Леді Макбет» | Нагороди та номінації фільму «Леді Макбет» | Нагороди та номінації фільму «Леді Макбет» | Нагороди та номінації фільму «Леді Макбет»     | Нагороди та номінації фільму «Леді Макбет» | Нагороди та номінації фільму «Леді Макбет» |
| Рік                                        | Кінофестиваль/кінопремія                   | Категорія/нагорода                         | Номінант                                       | Результат                                  |                                            |
| ------------------------------------------ | ------------------------------------------ | ------------------------------------------ | ---------------------------------------------- | ------------------------------------------ | ------------------------------------------ |
| 2016                                       | «Camerimage»                               | Найкращий режисерський дебют               | Вільям Олдройд                                 | Номінація                                  |                                            |
| 2016                                       | Лондонський кінофестиваль                  | Сазерленд Трофі                            | Вільям Олдройд                                 | Перемога                                   |                                            |
| 2016                                       | Міжнародний кінофестиваль у Сан-Себастьяні | «Золота мушля»                             | Вільям Олдройд                                 | Номінація                                  |                                            |
| 2016                                       | Міжнародний кінофестиваль у Сан-Себастьяні | Приз ФІПРЕССІ                              | Вільям Олдройд                                 | Перемога                                   |                                            |
| 2016                                       | Міжнародний кінофестиваль у Салоніках      | «Золотий Александр»                        | Вільям Олдройд                                 | Номінація                                  |                                            |
| 2016                                       | Міжнародний кінофестиваль у Салоніках      | Приз ФІПРЕССІ                              | Вільям Олдройд                                 | Перемога                                   |                                            |
| 2016                                       | Міжнародний кінофестиваль у Торонто        | Platform Prize                             | Вільям Олдройд                                 | Номінація                                  |                                            |
| 2016                                       | Кінофестиваль у Цюріху                     | Вибір критиків                             | Вільям Олдройд                                 | Перемога                                   |                                            |
| 2016                                       | Кінофестиваль у Цюріху                     | Особлива згадка                            | Вільям Олдройд                                 | Перемога                                   |                                            |
| 2016                                       | Кінофестиваль у Цюріху                     | «Золоте око»                               | Вільям Олдройд                                 | Номінація                                  |                                            |
| 2016                                       | Європейський кінофестиваль в Лез-Арк       | Премія Cineuropa                           | «Леді Макбет»                                  | Перемога                                   |                                            |
| 2017                                       | Премія британського незалежного кіно       | Найкраща робота оператора                  | Арі Вегнер                                     | Перемога                                   |                                            |
| 2017                                       | Премія британського незалежного кіно       | Найкращий дизайн костюмів                  | Голлі Веддінгтон                               | Перемога                                   |                                            |
| 2017                                       | Премія британського незалежного кіно       | Найкращий британський незалежний фільм     | «Леді Макбет»                                  | Номінація                                  |                                            |
| 2017                                       | Премія британського незалежного кіно       | Найкращий режисер                          | Вільям Олдройд                                 | Номінація                                  |                                            |
| 2017                                       | Премія британського незалежного кіно       | Найкращий сценарій                         | Еліс Берч                                      | Номінація                                  |                                            |
| 2017                                       | Премія британського незалежного кіно       | Найкраща акторка                           | Флоренс П'ю                                    | Номінація                                  |                                            |
| 2017                                       | Премія британського незалежного кіно       | Найкраща акторка другого плану             | Наомі Акі                                      | Номінація                                  |                                            |
| 2017                                       | Премія британського незалежного кіно       | Найбільш багатообіцяючий дебют             | Космо Джарвіс                                  | Номінація                                  |                                            |
| 2017                                       | Премія британського незалежного кіно       | Найкращий сценарний дебют                  | Еліс Берч                                      | Номінація                                  |                                            |
| 2017                                       | Премія британського незалежного кіно       | Найбільш багатообіцяючий дебют             | Наомі Акі                                      | Номінація                                  |                                            |
| 2017                                       | Премія британського незалежного кіно       | Найкращий прорив продюсера                 | Фодла Кронін О'Рейлі                           | Номінація                                  |                                            |
| 2017                                       | Премія британського незалежного кіно       | Найкращий підбір акторів                   | Шахін Бейг                                     | Номінація                                  |                                            |
| 2017                                       | Премія британського незалежного кіно       | Найкращий макіяж і зачіски                 | Шин Вілсон                                     | Номінація                                  |                                            |
| 2017                                       | Премія британського незалежного кіно       | Найкраща робота художника-постановника     | Жаклін Абрахамс                                | Номінація                                  |                                            |
| 2017                                       | Премія британського незалежного кіно       | Приз Дугласа Гікокса                       | Вільям Олдройд                                 | Номінація                                  |                                            |
| 2017                                       | Спільнота кінокритиків Дубліна             | Найкраща акторка                           | Флоренс П'ю                                    | Перемога                                   |                                            |
| 2017                                       | Міжнародний кінофестиваль у Дубліні        | Найкраща акторка                           | Флоренс П'ю                                    | Перемога                                   |                                            |
| 2017                                       | «Золотий трейлер»                          | Найкращий іноземний тізер                  | Altitude Film Entertainment, Intermission Film | Перемога                                   |                                            |
| 2017                                       | Стамбульський міжнародний кінофестиваль    | «Золотий тюльпан»                          | Вільям Олдройд                                 | Номінація                                  |                                            |
| 2017                                       | Єрусалимський міжнародний кінофестиваль    | Приз ФІПРЕССІ                              | Вільям Олдройд                                 | Номінація                                  |                                            |
| 2017                                       | Мюнхенський кінофестиваль                  | «CineVision»                               | Вільям Олдройд                                 | Номінація                                  |                                            |
| 2017                                       | Національна рада кінокритиків США          | Найкращі десять незалежних фільмів         | «Леді Макбет»                                  | Перемога                                   |                                            |
| 2017                                       | Міжнародний кінофестиваль у Палм-Спрінгз   | Найкращий режисер                          | Вільям Олдройд                                 | Перемога                                   |                                            |
| 2017                                       | Премія Європейської кіноакадемії           | Європейське відкриття року — Приз ФІПРЕССІ | «Леді Макбет»                                  | Перемога                                   |                                            |
| 2017                                       | Премія Європейської кіноакадемії           | Найкраща акторка                           | Флоренс П'ю                                    | Номінація                                  |                                            |
| 2018                                       | Премія BAFTA                               | Найкращий британський фільм                | «Леді Макбет»                                  | Номінація                                  |                                            |